# Круштейн, Карл Яковлевич
Круштейн Карл Яковлевич (29 января 1887, эст. Liigvalla (Lewolde), эст. Järvamaa, Эстляндия — 3 ноября 1921, Петроград, РСФСР) — эстонский революционер, моряк-балтиец, участник Первой мировой и Гражданской войны, член ВКП(б) с марта 1917 года.
В составе Балтийского флота служил в Ревеле, после оккупации которого в феврале 1918 года германскими войсками был направлен Реввоенсоветом в Кронштадт, где занимался формированием и отправкой на фронт отрядов матросов. В 1918 году и в начале 1919 года воевал на фронтах Гражданской войны на стороне «красных».
Весной 1919 года был отозван в Петроград, где был назначен комиссаром Главного управления гидрографии, с октября 1921 года — комиссар Главного управления мореплавания.
3 ноября 1921 в результате покушения убит в Петрограде эсером-террористом (по советской версии), похоронен в братской могиле в сквере Никольского морского собора.
С 1922 по 1991 год Адмиралтейский канал в Ленинграде именовался каналом Круштейна.

### Комментарии
1. ↑  Версия об убийстве эсером-террористом появилась в 1958 в газете «Советская Эстония», однако никаких подтверждений данной теории найдено не было[2].